# The Old Country
The Old Country è un CD a nome della Nat Adderley Quintet Featuring Vincent Herring, pubblicato dalla Enja Records nel maggio del 1992.

## Tracce
1. The Old Country – 6:44 (Nat Adderley)
2. Bohemia After Dark – 5:44 (Oscar Pettiford)
3. Jeannine – 9:31 (Duke Pearson)
4. Almost Always – 4:40 (Vincent Henning)
5. Love for Sale – 5:43 (Cole Porter)
6. One for Daddy-O – 5:51 (Nat Adderley)
7. Stella by Starlight – 6:37 (Victor Young)
8. The Chant – 5:39 (Victor Feldman)
9. Nippon Soul – 6:21 (Cannonball Adderley)

Durata totale: 56:50

## Musicisti
- Nat Adderley - cornetta
- Vincent Herring - sassofono alto
- Rob Bargad - pianoforte
- James Genus - contrabbasso
- Billy Drummond - batteria

Note aggiuntive:
- Makoto Kimato - produttore
- Registrato il 5 e 6 dicembre 1990 al Clinton Studio di New York City, New York.
- Jim Anderson - ingegnere della registrazione[1]